# Federazione filatelica israeliana
La Federazione Filatelica Israeliana è una organizzazione non-profit che promuove la filatelia in Israele. Lavora a stretto contatto con il Servizio Filatelico Israeliano ed è sostenuta dalla Società Postale Israeliana.

## Storia
L'organizzazione venne fondata l'11 aprile 1945 a Tel Aviv, dove ha tuttora sede. Nel 1946 divenne membro della Federazione internazionale di filatelia, adottandone gli standard internazionali.